# Wielki Nowy Orlean
Greater New Orleans (z ang. Większy Nowy Orlean) jest jednym z pięciu regionów Luizjany, zamieszkany przez około 1,2 miliona ludzi, stanowi większą część aglomeracji Nowego Orleanu (ale nie jest z nią tożsamy). Czasami - łącznie z Akadianą nazywany jest “Luizjaną Francuską”, ze względu na widoczne dziedzictwo francuskie tej części stanu.